# Wadi Wurayah
El Wadi Wurayah (en árabe: وَادِي ٱلْوُرَيْعَة‎, romanizado: Wādī Al-Wurayʿah), es un valle o río seco, con caudal efímero o intermitente, que por lo general fluye casi exclusivamente durante la temporada de lluvias, aunque presenta algunas zonas con aguas superficiales perennes, situado al noreste de los Emiratos Árabes Unidos, en los emiratos de Fuyaira y Sharjah. 
Con el nombre de Wadi Wurayah se vienen denominando en realidad tres áreas muy diferentes:
- El Wadi Wurayah propiamente dicho.
- La cuenca hidrográfica del Wadi Wurayah.
- La zona montañosa protegida, identificada como Parque Nacional y Reserva de la Biosfera Wadi Wurayah.

## El Wadi Wurayah y su cuenca hidrográfica
El Wadi Wurayah configura su propia cuenca hidrográfica, ubicada en el macizo de Shimayyliyah, perteneciente a la gran cordillera al Hayar. La cuenca tiene una superficie aproximada de 129 kilómetros cuadrados, y una elevación máxima de 956 m s.n.m., limitando al norte con la cuenca hidrográfica del Wadi Zikt; al oeste con la del Wadi Basseirah / Al Maksar; al sur con las del Wadi Shie y el Wadi Madha; y al este con las pequeñas cuencas del Wadi Sharm y Al Bidiyah.
El wadi principal, que da nombre a toda la cuenca hidrográfica, es el Wadi Wurayah, con numerosos afluentes y subafluentes: Wadi Ghayl, Wadi Murtaqam, Wadi Ghushaymah / Wadi Yushemah, Wadi Aqabah, Wadi Ghalan, Wadi Siha, Wadi Ghulayyil Khun, Ghalil al-Haban, Wadi Dhahir (Green Wadi) y otros, que en conjunto representan un número aproximado de 371 arroyos independientes, la mayoría sin nombre conocido, clasificados todos ellos en cinco grados o niveles de acuerdo con la numeración Horton-Strahler, formando una importante red de drenaje dendrítico, que tiene una longitud total de 301 kilómetros.

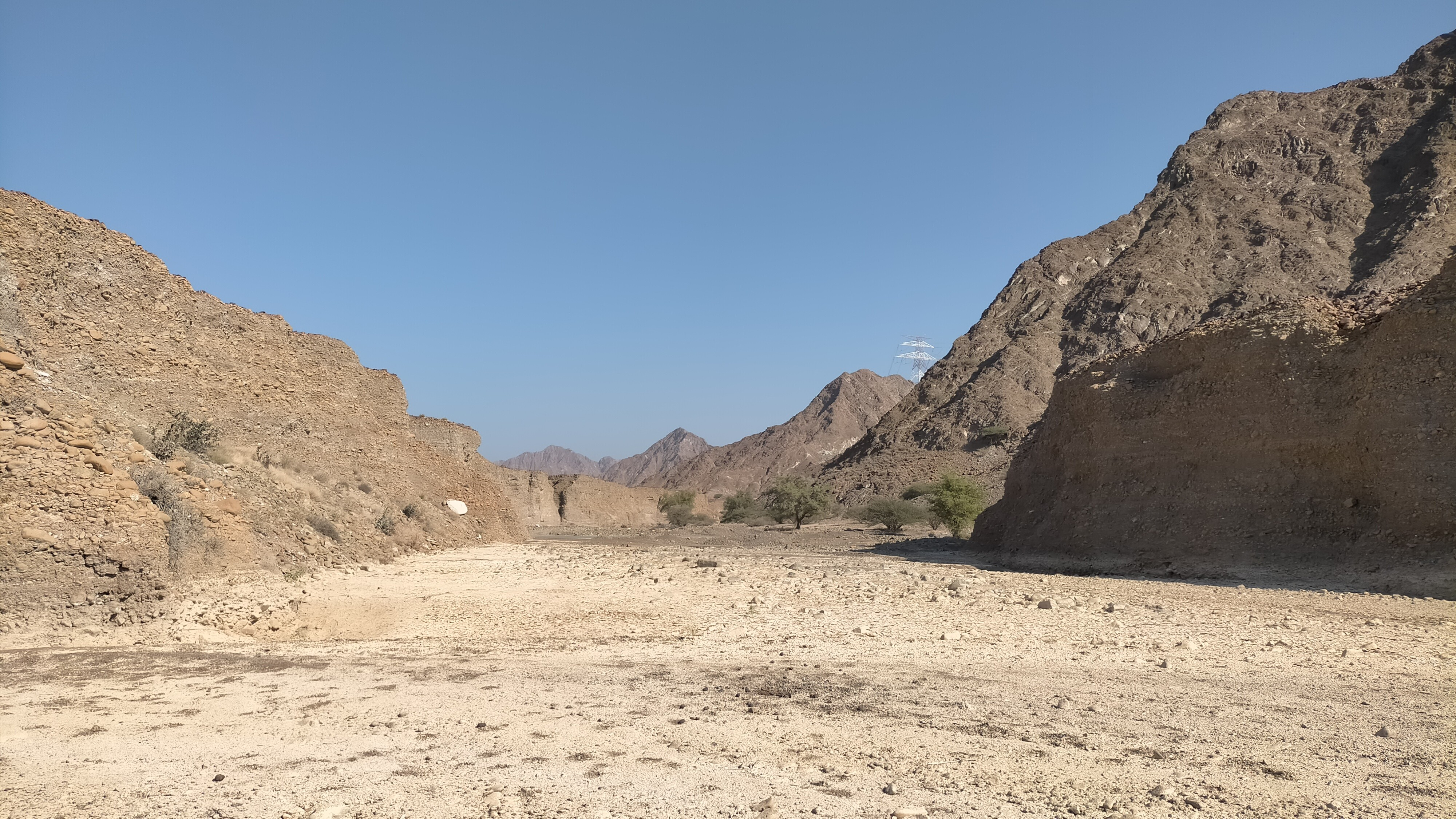
Confluencia del Wadi Ghayl en el Wadi Wurayah

Si se agrega al Wadi Wurayah propiamente dicho, uno de sus afluentes principales de cuarto grado (el Wadi Murtaqam), la longitud total del wadi, que fluye de suroeste a nordeste, es de 27,5 kilómetros,  y si además se le agregan tres de los pequeños subafluentes de la cabecera, de tercero, segundo y primer grado, conforme a la numeración Horton-Strahler, la longitud total resultante es de 33,20 kilómetros, lo que sitúa su fuente de origen más elevada a una altitud de 945 m s.n.m., en el territorio del Emirato de Sharjah, en la esquina suroeste de la cuenca hidrográfica, a corta distancia del límite con el Emirato de Fuyaira.
Algunos autores acostumbran a dividir el área de drenaje del Wadi Wurayah en dos subcuencas: la del Wadi Ash Shamah, al norte, y la subcuenca del propio Wadi Wurayah, al sur, ambas con grandes estanques y cascadas.
En su curso bajo, el Wadi Wurayah atraviesa la llanura costera y cruza la zona sur del área urbana de la ciudad de Al Badīyah / Sha'biyyah Al Bidyah (Emirato de Fuyaira), hasta su desembocadura en el Golfo de Omán, por lo que el cauce ha sido parcialmente canalizado y desviado de su trayectoria natural.

## Geología y biodiversidad

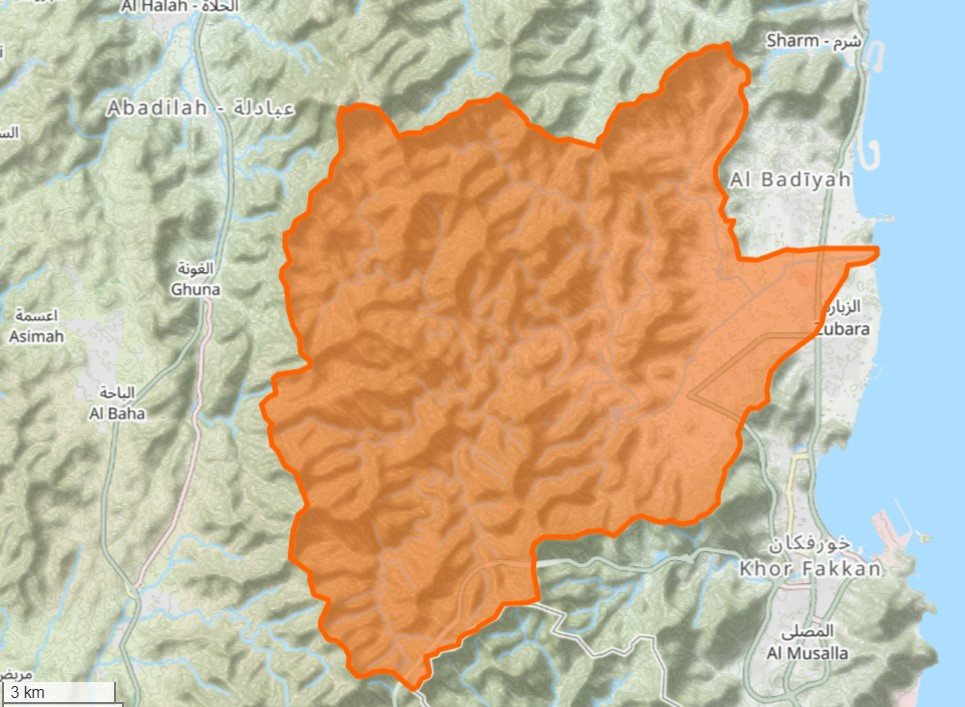
Cuenca de drenaje del Wadi Wurayah. Incluye todos sus afluentes y la zona de la cuenca hidrográfica aguas abajo de la presa, hasta su desembocadura, así como la zona perteneciente al Emirato de Sharjah, que está excluida del área natural protegida

Como es común en el macizo de Shimayyliyah, el lecho rocoso del Wadi Wurayah está compuesto casi exclusivamente de roca ígnea denominada harzburgita, que se desgasta fácilmente en la superficie de la tierra. La topografía suele ser muy escarpada y accidentada, y generalmente culmina en crestas rocosas y estrechas.
Las montañas situadas en la cuenca del Wadi Wurayah tienen escasa elevación. Las crestas y cimas más altas tienen una elevación comprendida entre los 800 y los 1.054 m s.n.m., y están situadas principalmente en el límite occidental del área de drenaje. La más relevante es el Jabal Dad, también conocido como Jabal Adhan, con 1.054 m s.n.m., situado en la esquina noroeste de la cuenca hidrográfica.
La geología característica de la zona ha generado un sistema hidrogeológico único en el país, que permite que el agua de la escorrentía emerja en varios wadis en forma de manantiales, con flujos de agua que alternan entre subterráneos y superficiales, originando diferentes tipos de hábitat de agua dulce, que van desde rápidos y arroyos hasta cascadas. La cascada más importante y conocida, situada en el punto de coordenadas 25°23′45″N, 56°16′10″E, tiene una caída de aproximadamente 8 metros y es la cascada perenne más alta de los Emiratos Árabes Unidos.
Gracias al extenso territorio que ocupa la cuenca hidrográfica del Wadi Wurayah, carente de asentamientos humanos excepto en las zonas de llanura costera, y con presencia relativamente frecuente de agua superficial permanente, el wadi alberga una rica fauna y flora endémica de la península arábiga, que incluye más de 300 especies de plantas, 81 especies de aves, 20 especies de mamíferos, al menos nueve especies de reptiles y anfibios y 467 invertebrados, destacando la presencia de algunas especies raras, vulnerables o en peligro de extinción: zorro de Blanford, leopardos árabes, gacelas de montaña, caracales, tahr árabe, el búho de Omán, el buitre egipcio, la libélula Urothemis Thomasi...

## La zona montañosa protegida, el Parque Nacional, el sitio Ramsar y la Reserva de la Biosfera
Aunque pocas personas pernoctaban o iban más allá de los lugares a los que se podía llegar con vehículos todoterreno, la cuenca del Wadi Wurayah fue sometida durante años a una considerable presión turística, que se agravó a partir de 2006, con la mención del sitio en las guías turísticas y de todoterrenos de los Emiratos Árabes Unidos y la construcción de una carretera asfaltada que permitía aproximarse en vehículo hasta el área de la principal cascada. La carretera terminaba en un aparcamiento situado encima de la cascada y los turistas podían bajar hasta ella.
Al tiempo que el lugar ganaba un mayor reconocimiento social, aumentaba su degradación, con la aparición de grafitis y pintura de las rocas, continuos depósitos de basura, quema de la vegetación nativa y entrada de una gran cantidad de elementos orgánicos de basura, incluidos alimentos, heces y aguas residuales.
A partir de 2009, las autoridades del Emirato de Fuyaira adoptaron las siguientes de medidas administrativas destinadas a proteger la integridad ecológica de este ecosistema de agua dulce; excluir la explotación u ocupación que no sea compatible con los fines de conservación del espacio natural; y proporcionar una base para la realización de investigaciones científicas, y actividades educativas y recreativas compatibles con la conservación del medio natural:
- El 16 de marzo de 2009, tras una campaña de tres años de la Emirates Wildlife Society en asociación con el Fondo Mundial para la Naturaleza, con el apoyo de HSBC Bank Middle East Limited, un decreto emitido por el Gobierno de Fuyaira declaró zona montañosa protegida una extensa área de 219 kilómetros cuadrados,[16] perteneciente al emirato de Fuyaira, que comprende la mayor parte de las cuencas hidrográficas del Wadi Wurayah y del Wadi Zikt; así como los tramos superiores de la cuenca y subcuencas vecinas del Wadi Siji, del Wadi Abadilah (perteneciente a la cuenca del Wadi Basseirah / Al Maksar) y otros, en calidad de zona de amortiguación.[6][17]

- En noviembre de 2010, la cuenca hidrográfica de Wadi Wurayah fue declarada sitio Ramsar de los Emiratos Árabes Unidos.[2] Aunque la inclusión en la Convención de RAMSAR sobre humedales no garantiza por sí misma la protección, con esta declaración la zona quedó incorporada a la lista de sitios del mundo reconocidos como de “importancia internacional” (Secretaría de la Convención de Ramsar, 2006).[5]

- En enero de 2013 la municipalidad de Fuyaira estableció con los mismos límites anteriores, el denominado Parque Nacional Wadi Wurayah (WWNP), y en diciembre de 2013 lo cerró al público para permitir la rehabilitación, el desarrollo y la restauración de su flora y fauna.[18] Desde entonces, la zona sigue cerrada al público, para actividades de ocio o recreativas.

- En julio de 2018, la Organización de las Naciones Unidas para la Educación, la Ciencia y la Cultura (Unesco) designó a Wadi Wurayah, en Fuyaira, como Reserva de la Biosfera.

- En 2022, el Parque Nacional Wadi Wurayah de Fujairah (WWNP), se inscribió en la lista provisional de nominaciones de EAU para el obtener la calificación de Patrimonio de la Humanidad de la UNESCO.[19]

Aunque no se acostumbra a mencionar expresamente en las publicaciones oficiales, pero si en algunos mapas, quedó fuera de las zonas de protección una parte importante del sur y el sureste de la cuenca hidrográfica del Wadi Wurayah, que incluye la cabecera del propio wadi y muchos de sus subafluentes de primero, segundo y tercer orden, que discurren a través de la franja de territorio perteneciente al Emirato de Sharjah situada entre el Emirato de Fuyaira (al norte) y el enclave omaní de Madha (al sur), y que da acceso a la ciudad portuaria de Khor Fakkan.
Esta área de la cuenca hidrográfica del Wadi Wurayah, perteneciente al Emirato de Sharjah es precisamente la que ha experimentado en los últimos años un mayor impacto ambiental, con daños irreparables al medio natural, no solo por la construcción de la autopista S142 - Khor Fakkan Road y tres de sus túneles: Al Saha, Al Seqb y Al Multaqa, inaugurados en 2018, que causó grandes estragos en los wadis y montañas de la zona sur de la cuenca hidrográfica del Wadi Wurayah, sino también por la construcción de otras carreteras secundarias, la actividad de grandes canteras y la edificación de nuevas urbanizaciones a pocos metros del cauce del curso bajo del Wadi Wurayah (Hay Al Haray, Lulayyah,...), como expansión del área urbana de Khor Fakkan.
Estas, y otras iniciativas, algunas de ellas presentadas como proyectos de desarrollo turístico, de momento limitadas exclusivamente al territorio del Emirato de Sharjah, están creando la infraestructura necesaria que podría derivar en el futuro en nuevos proyectos urbanísticos y promociones inmobiliarias, lo que ocasionaría daños aún mayores al medio natural.

## Presas y embalses

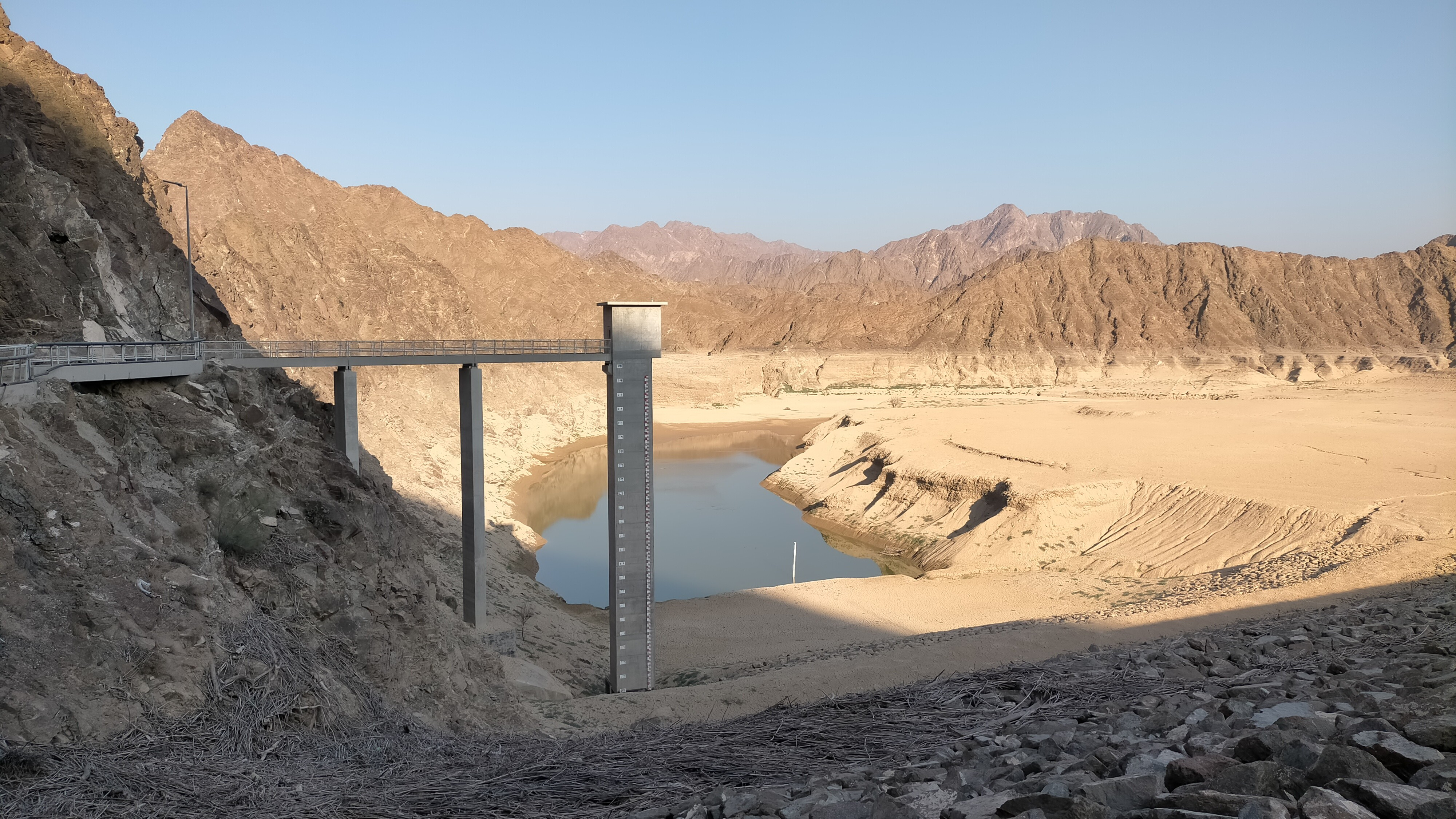
Embalse del Wadi Wurayah Dam

Para prevenir el peligro de inundaciones repentinas y aumentar el potencial de recarga de aguas subterráneas, se construyó en 1997, en el cauce del Wadi Wurayrah, una presa de 33 metros de altura, con un embalse de 0,6375 km² y capacidad de 5,2 millones de metros cúbicos, denominada Wadi Wurayrah Dam (coordenadas: 25°22′52″N, 56°17′56″E).
También se construyeron, a 2,5 km, 8 km y 10,5 km aguas abajo de la anterior, tres aliviaderos, a fin de captar los desbordes de la presa principal.

## Actividad minera, zonas industriales y proyectos inmobiliarios
En 2008, sólo en el Emirato de Fuyaira había 76 trituradoras, que representaban el 40% de la fuerza laboral y los ingresos del emirato. La trituración de rocas y las canteras para la extracción de minerales no sólo suponen una pérdida irreversible de hábitat, sino que también generan un estrés adicional a las frágiles poblaciones de fauna silvestre de las montañas, ya debilitadas por causas naturales (sequía), la caza excesiva en el pasado, la caza furtiva, la extracción de agua para la agricultura y la fragmentación del hábitat con el desarrollo urbano.
Hasta ahora, las zonas protegidas del Wadi Wurayah, pertenecientes al Emirato de Fuyaira, se han salvado de las actividades mineras, industriales y de nuevos proyectos urbanísticos e inmobiliarios. Sin embargo, existen canteras al norte de la ciudad de Al Badīyah, y las canteras abandonadas en el aparcamiento existente junto a la cascada principal del Wadi Wurayah muestran que en el pasado también se efectuaron allí prospecciones para la producción de material de construcción. Desde 2006 también se han abierto nuevas canteras al sur, en el Wadi Shi, y al norte, en el Wadi Zikt.
Si se retomasen esas prospecciones y se autorizasen la explotación de canteras o nuevos proyectos urbanísticos, la construcción de infraestructuras (edificios, carreteras, etc.) y las molestias asociadas a ello (tráfico, polvo, ruido), tendrían un gravísimo e irremediable impacto ambiental en el sitio.
El continuo desarrollo de la zona costera y, por lo tanto, la creciente necesidad de materiales de construcción, hace que esta amenaza siga pendiente.

## Sitio arqueológico
La zona, que en su día estuvo habitada por los primeros colonizadores humanos, fue cultural e históricamente importante, como lo prueba el descubrimiento de antiguos yacimientos arqueológicos que incluyen asentamientos, cementerios, tumbas de la Edad de Hierro y grabados rupestres que datan del año 300 a. C.
El Parque Nacional Wadi Wurayah es un rico sitio arqueológico con 29 sitios patrimoniales como cementerios islámicos, petroglifos y asentamientos que datan de la Edad del Hierro (1300-500 a. C.).
La presencia de 29 sitios arqueológicos, incluidas tumbas preislámicas inexploradas, muestra que Wadi Wurayah tiene un enorme potencial para futuras investigaciones arqueológicas, exhibición y conservación del patrimonio cultural nacional.

## Toponimia
El valle en ocasiones se ha designado con los siguientes nombres alternativos: Wadi Waraiya, Wadi Wurayyah, Wādī Waraiya, Wādī Wurayyah, Wādī Al-Wurayʿah, Wadi Al Wurai‘ah, Wadi Wuray'ah, Wadi Wurrayah.
El nombre del Wadi Wurayah (con la grafía Wādī Wurayyah o Wadi Waraiya), sus afluentes, montañas y poblaciones cercanas, quedaron registrados en la documentación y mapas elaborados entre 1950 y 1960 por el arabista, cartógrafo, militar y diplomático británico Julian F. Walker, durante los trabajos efectuados para el establecimiento de fronteras entre los entonces denominados Estados de la Tregua, completados posteriormente por el Ministerio de Defensa del Reino Unido, en mapas a escala 1:100.000 publicados en 1971.
También consta, con la grafía Wadi Waraiya, en el mapa publicado en 1957 por el Cuerpo de Ingenieros del ejército estadounidense.
En el Atlas Nacional de Emiratos Árabes Unidos consta con las grafías Wādī Al Wirе̄'ah y Wa'al Al Wurе̄'ah.

## Población
El área del Wadi Wurayah estuvo poblada principalmente por las tribus naqbiyin y sharquiyín o sharqiyin, correspondiendo a la sección tribal de Hamudiyin / Hamūdiyīn.
En la obra del diplomático e historiador británico John Gordon Lorimer, publicada en 1908 Gazetteer of the Persian Gulf, Oman and Central Arabia, se hace referencia a Al Badīyah / Bidyah, en donde desemboca el Wadi Wurayah, describiéndolo como un pueblo costero situado a 5 o 6 millas al norte de Khor Fakkan, con una pequeña isla llamada Bidyah y un suburbio llamado Haqil. El pueblo contaba con 300 casas Sharqiyin, que eran pescadores y cultivadores de dátiles, trigo y maíz. La cabaña ganadera estaba estimada en 15 camellos, 30 burros, 200 vacas y 100 ovejas y cabras, y tenía alrededor de 3.500 palmeras datileras.
Como en la mayor parte de las zonas de las montañas Hajar a lo largo de la costa del Golfo Pérsico, las tribus locales pastoreaban su ganado (cabras) y durante los meses de invierno producían en las montañas leche, mantequilla, carne y pieles, y luego se trasladaban a las llanuras costeras, donde pasaban la temporada más calurosa (abril-octubre), comerciando, cuidando las plantaciones de palma y pescando. Este estilo de vida nómada se mantuvo hasta finales de la década de 1970, cuando el auge petrolero del país dio lugar a la sedentarización y un acceso más fácil a los servicios y la vivienda. La presencia de recursos hídricos permanentes en Wadi Wurayah permitió una ligera variedad de agricultura en algunas zonas (cultivo de palmeras datileras). Las actividades agrícolas, principalmente producción de dátiles, mangos y cítricos, se concentran actualmente en el curso inferior del wadi, cerca de la costa. La antigua tradición de la recogida de miel silvestre todavía se practica hoy en día en la zona.
En la actualidad, el área del Parque Nacional no incluye asentamientos humanos permanentes, ya que en la década de 1970 las familias que lo habitaban se instalaron en otros lugares del país, especialmente en el municipio de Bidiyah / Al Badīyah, que se encuentra entre el límite oriental del Parque y la costa del Golfo de Omán.
Otras pequeñas ciudades y pueblos se encuentran también relativamente cerca de los límites del Parque, y junto con Bidiyah / Al Badīyah, tienen una población total de alrededor de 9.000 habitantes. La población de la comunidad local está compuesta por emiratíes, asiáticos del sur, árabes y una pequeña población de oriundos de países del sudeste asiático. Los habitantes locales dependen de trabajos del sector público y muchos también tienen granjas y participan en actividades pesqueras. Las principales actividades económicas incluyen la agricultura, la pesca, la artesanía a pequeña escala y las actividades comerciales.